# Mogens Frohn Nielsen
Mogens Frohn Nielsen (1 de abril de 1935, Kalundborg – 27 de septiembre de 2010) fue durante muchos años el capitán del Fulton, una goleta de tres mástiles, convertida en un buque escuela dedicado a la rehabilitación de delincuentes juveniles.
Nielsen fue profesor, dibujante y autor de unos 22 libros, así como capitán de marinería. En 1970 inició su labor con el Fulton, con base en su experiencia naval. Según Nielsen, pertenecer a la tripulación de una nave es pertenecer a una sociedad diminuta. De manera que, si los delincuentes pueden desenvolverse responsablemente a bordo de un buque, se comportarán igual a su regreso a tierra firme. Así mismo, cuanto más percibían la responsabilidad e importancia de sus tareas a bordo, más confianza en sí mismos adquirían los jóvenes tripulantes.
Danmarks Radio presentó en el año 2000 la película Drengene fra Fulton, 18 år efter ("Los niños del Fulton, 18 años después"). El productor Michael Lentz encontró a seis estudiantes del Fulton que se habían convertido en adultos. Hablaron de su tiempo en el Fulton, y de sus vidas desde entonces.
Mogens Frohn Nielsen murió en septiembre de 2010 y fue sepultado en el cementerio de Bispebjerg Kirkegård.